# Proszowa (stacja kolejowa)
Proszowa (ukr. Прошова, ros. Прошова) – stacja kolejowa w miejscowości Proszowa, w rejonie tarnopolskim, w obwodzie tarnopolskim, na Ukrainie.
Stacja istniała przed II wojną światową.